# Thomas Kösling
Thomas Kösling (* 1983/1984) ist ein deutscher American-Football-Trainer. Er war Head Coach (Cheftrainer) und ist derzeit Sportdirektor der Frankfurt Galaxy in der European League of Football.
Im Hauptberuf ist Kösling Polizeibeamter.

## Karriere
Kösling spielte von 2001 bis 2007 bei den Hanau Hornets Football. Von 2007 bis 2013 war er Linebacker der Frankfurt Universe in der German Football League.
Nach Ende seiner aktiven Zeit 2014 wurde Kösling Defensive Coordinator und auch Chef-Scout der Universe. Während der Saison 2019 übernahm Kösling interimsweise das Amt des Head Coach der Universe und wurde für die Saison 2020 verlängert, die wegen der Covid-19-Pandemie jedoch abgesagt wurde.
Mit einem Großteil des Teams wechselte Kösling 2021 zur Frankfurt Galaxy in der neu gegründeten European League of Football (ELF). In der ersten Saison führte Kösling die Galaxy zur Meisterschaft der ELF. In der Saison 2022 verpassten die Frankfurter dagegen die Play-offs. Im Folgejahr zog die Galaxy unter Kösling ins Halbfinale ein. Bereits vor dem Halbfinale wurde Kösling für die Saison 2024 verlängert. In dieser Saison spielte die Galaxy mit einigen neuen Spielern ihre bis dato schlechteste Saison mit vier Siegen aus zwölf Spielen. Nach der Saison wechselte Kösling auf die Position der Sportdirektors der Galaxy.